# François Berléand
François Berléand (Paris, 22 de abril de 1952) é um ator francês. 

## Carreira
Muito conhecido por seu papel de inspertor Tarconi nos filmes Transporter, Transporter 2 e Transporter 3. Também participou de produções como Ne le dis à personne, Au revoir les enfants, Place Vendôme , A Comédia do Poder, La fille coupée en deux. Escreveu o livro Le Fils de l'Homme invisible (O filho do homem invisível).

## Teatro
| Ano       | Título                                        | Autor                             | Diretor                 | Notas                                   |
| --------- | --------------------------------------------- | --------------------------------- | ----------------------- | --------------------------------------- |
| 1973      | Le Champion de la faim                        | Franz Kafka                       | Daniel Benoin           |                                         |
| 1973      | Les Corbeaux                                  | Henry Becque                      | Daniel Benoin           |                                         |
| 1974      | Deutsches Requiem                             | Pierre Bourgeade                  | Daniel Benoin           |                                         |
| 1974      | Monsieur de Pourceaugnac                      | Molière                           | Daniel Benoin           |                                         |
| 1975      | Woyzeck                                       | Georg Büchner                     | Daniel Benoin           |                                         |
| 1977      | The Bald Soprano                              | Eugène Ionesco                    | Daniel Benoin           |                                         |
| 1979      | Hide your happiness!                          | Jean-Patrick Manchette            | Daniel Benoin           |                                         |
| 1985      | Hernani                                       | Victor Hugo                       | Antoine Vitez           |                                         |
| 1986      | Madame de Sade                                | Yukio Mishima                     | Sophie Loucachevsky     |                                         |
| 1987      | Les Désossés                                  | Louis-Charles Sirjacq             | Sophie Loucachevsky     |                                         |
| 1987      | Mort de Judas/Le Point de vue de Ponce Pilate | Paul Claudel                      | Sophie Loucachevsky     |                                         |
| 1990      | La Dame de chez Maxim                         | Georges Feydeau                   | Alain Françon           |                                         |
| 1990      | Partage de midi                               | Paul Claudel                      | Brigitte Jaques-Wajeman |                                         |
| 1994      | The Homecoming                                | Harold Pinter                     | Bernard Murat           |                                         |
| 1999      | Biographie : un jeu                           | Max Frisch                        | Frédéric Bélier-Garcia  |                                         |
| 2002      | L'Enfant do                                   | Jean-Claude Grumberg              | Jean-Michel Ribes       |                                         |
| 2003      | Chinese Coffee                                | Ira Lewis                         | Richard Berry           |                                         |
| 2007      | L’Arbre de joie                               | Louis-Michel Colla & David Khayat | Christophe Lidon        |                                         |
| 2007      | Faisons un rêve                               | Sacha Guitry                      | Bernard Murat           |                                         |
| 2008      | Batailles                                     | Roland Topor & Jean-Michel Ribes  | Jean-Michel Ribes       |                                         |
| 2008      | Tailleur pour dames                           | Georges Feydeau                   | Bernard Murat           |                                         |
| 2009      | Sentiments provisoires                        | Gérald Aubert                     | Bernard Murat           |                                         |
| 2011–2013 | Quadrille                                     | Sacha Guitry                      | Bernard Murat           |                                         |
| 2012      | Le Dindon                                     | Georges Feydeau                   | Bernard Murat           |                                         |
| 2012      | Bons baisers de Manault                       | Manault Deva                      | Manault Deva            |                                         |
| 2013–2015 | Nina                                          | André Roussin                     | Bernard Murat           |                                         |
| 2014–2015 | Deux hommes tout nus                          | Sébastien Thiéry                  | Ladislas Chollat        | Nomeado - Prêmio Molière de Melhor Ator |
| 2015–2016 | Momo                                          | Sébastien Thiéry                  | Ladislas Chollat        |                                         |
| 2016      | Du vent dans les branches de sassafras        | René de Obaldia                   | Bernard Murat           |                                         |
| 2016      | Moi, moi et François B.                       | Clément Gayet                     | Stéphane Hillel         |                                         |
| 2017      | Ramses II                                     | Sébastien Thiéry                  | Stéphane Hillel         |                                         |
| 2019      | Encore un instant                             | Fabrice Roger-Lacan               | Bernard Murat           |                                         |

## Filmografia
| Ano       | Título                                    | Personagem                    | Diretor                                | Notas                         |
| --------- | ----------------------------------------- | ----------------------------- | -------------------------------------- | ----------------------------- |
| 1977      | Au plaisir de Dieu                        | Convidado                     | Robert Mazoyer                         | Mini-séries para TV           |
| 1979      | Martin et Léa                             | Inspetor                      | Alain Cavalier                         |                               |
| 1979      | Hamlet                                    | Reynado / Osric / Mercellus   | Renaud Saint-Pierre                    | Filme para TV                 |
| 1980      | La cantatrice chauve                      | M. Smith                      | Alexandre Tarta                        | Filme para TV                 |
| 1981      | Les hommes préfèrent les grosses          | Julien                        | Jean-Marie Poiré                       |                               |
| 1981      | Un étrange voyage                         | A testemunha desonesta        | Alain Cavalier                         |                               |
| 1981      | On n'est pas des anges... elles non plus  | O segundo corredor            | Michel Lang                            |                               |
| 1982      | La Balance                                | Inspetor do Mondaine          | Bob Swaim                              |                               |
| 1982      | Messieurs les jurés                       | Jean-Yves Oroër               | Jean-Marie Coldefy                     | Séries para TV (1 episódio)   |
| 1983      | Stella                                    | Capitão no hangar             | Laurent Heynemann                      |                               |
| 1983      | Elle voulait faire du cinéma              | Pierre                        | Caroline Huppert                       | Filme para TV                 |
| 1984      | Marche à l'ombre                          | Inspetor policial             | Michel Blanc                           |                               |
| 1984      | Ote-toi de mon soleil                     | Sócrates                      | Marc Jolivet                           |                               |
| 1985      | Sincerely Charlotte                       | O oficial PTT                 | Caroline Huppert                       |                               |
| 1985      | Strictement personnel                     | Gérard                        | Pierre Jolivet                         |                               |
| 1985      | Série noire                               | Dalbois                       | Laurent Heynemann                      | Séries para TV (1 episódio)   |
| 1986      | Le complexe du kangourou                  | Meio-irmão de Loïc            | Pierre Jolivet                         |                               |
| 1986      | La femme secrète                          | Zaccharia Pasdeloup           | Sébastien Grall                        |                               |
| 1987      | Goodbye, Children                         | Padre Michel                  | Louis Malle                            |                               |
| 1987      | Poker                                     | O conselho                    | Catherine Corsini                      |                               |
| 1987      | Les mois d'avril sont meurtriers          | Baumann                       | Laurent Heynemann                      |                               |
| 1988      | Camille Claudel                           | Dr. Michaux                   | Bruno Nuytten                          |                               |
| 1988      | Jours de vagues                           | Benjamin                      | Alain Tasma                            | Curta                         |
| 1989      | The Hostage of Europe                     | General Montholon             | Jerzy Kawalerowicz                     |                               |
| 1989      | L'Orchestre rouge                         | Corbin                        | Jacques Rouffio                        |                               |
| 1989      | Un père et passe                          | Maxence                       | Sébastien Grall                        |                               |
| 1989      | Suivez cet avion                          | Combette                      | Patrice Ambard                         |                               |
| 1989      | Ceux de la soif                           | M. Carmat                     | Laurent Heynemann                      | Filme para TV                 |
| 1989      | Série noire                               | Sylvain                       | Laurent Heynemann                      | Séries para TV (1 episódio)   |
| 1990      | May Fools                                 | Daniel                        | Louis Malle                            |                               |
| 1990      | Sans rires                                | Roger                         | Mathieu Amalric                        | Curta                         |
| 1990      | La belle Anglaise                         | O fiscal                      | Jacques Besnard                        | Séries para TV (1 episódio)   |
| 1991      | C'est quoi ce petit boulot ?              | Paul                          | Gian Luigi Polidoro & Michel Berny     | Mini-séries para TV           |
| 1992      | List of Merite                            | Alain Denizet                 | Charles Nemes                          |                               |
| 1992      | La femme de l'amant                       | Marc                          | Christopher Frank                      | Filme para TV                 |
| 1992      | Feu Adrien Muset                          | Edgar                         | Jacques Besnard                        | Filme para TV                 |
| 1992      | La place du père                          | O advogado                    | Laurent Heynemann                      | Filme para TV                 |
| 1993      | À l'heure où les grands fauves vont boire | O primo                       | Pierre Jolivet                         |                               |
| 1993      | La vis                                    | O vendedor                    | Didier Flamand                         | Curta                         |
| 1993      | Le bal                                    | Georges                       | Jean-Louis Benoît                      | Filme para TV                 |
| 1993      | La porte du ciel                          | Henri de Lombard              | Denys Granier-Deferre                  | Filme para TV                 |
| 1993      | Julie Lescaut                             | C. Béchard                    | Caroline Huppert                       | Séries para TV (1 episódio)   |
| 1994      | The Violin Player                         | Charles                       | Charles Van Damme                      |                               |
| 1994      | Le bateau de mariage                      | O prefeito                    | Jean-Pierre Améris                     |                               |
| 1994      | Pas si grand que ça !                     | Ferdinand                     | Bruno Herbulot                         | Filme para TV                 |
| 1994      | Avanti                                    | Leroy-Massard                 | Jacques Besnard                        | Filme para TV                 |
| 1995      | The Bait                                  | Inspetor Durieux              | Bertrand Tavernier                     |                               |
| 1995      | Les Milles                                | Lieutenant Boisset            | Sébastien Grall                        |                               |
| 1995      | Fugueuses                                 | Nicolas                       | Nadine Trintignant                     |                               |
| 1995      | La fidèle infidèle                        | Robert                        | Jean-Louis Benoît                      | Filme para TV                 |
| 1995      | Une page d'amour                          | Monsieur Rambaud              | Serge Moati                            | Filme para TV                 |
| 1995      | Un si joli bouquet                        | Antoine                       | Jean-Claude Sussfeld                   | Filme para TV                 |
| 1995      | 3000 scénarios contre un virus            | O farmacêutico                | Cédric Klapisch                        | Séries para TV (1 episódio)   |
| 1996      | A Self Made Hero                          | Monsieur Jo                   | Jacques Audiard                        |                               |
| 1996      | Captain Conan                             | Comandante Bouvier            | Bertrand Tavernier                     |                               |
| 1996      | Gorille, mon ami                          | Michel                        | Emmanuel Malherbe                      | Curta                         |
| 1996      | Tous les hommes sont menteurs             | Lionel                        | Alain Wermus                           | Filme para TV                 |
| 1996      | J'ai rendez-vous avec vous                | Serge                         | Laurent Heynemann                      | Filme para TV                 |
| 1996      | Le juge est une femme                     | Guy Lesueur                   | Pierre Boutron                         | Séries para TV (1 episódio)   |
| 1996      | Les Cordier, juge et flic                 | Lansac                        | Bruno Herbulot                         | Séries para TV (1 episódio)   |
| 1996      | Anne Le Guen                              | O prefeito                    | Stéphane Kurc                          | Séries para TV (1 episódio)   |
| 1997      | Seventh Heaven                            | O médico                      | Benoît Jacquot                         |                               |
| 1997      | The Bet                                   | Dr. Bricourt                  | Didier Bourdon & Bernard Campan        |                               |
| 1997      | L'Homme idéal                             | The Balto's man               | Xavier Gélin                           |                               |
| 1997      | Fred                                      | Barrère                       | Pierre Jolivet                         |                               |
| 1997      | Tout le monde descend                     | Jean-Pierre                   | Laurent Bachet                         | Curta                         |
| 1997      | Bonjour                                   | Joseph                        | Bruno Herbulot                         | Curta                         |
| 1997      | Pardaillan                                | Henry de Montmorency          | Édouard Niermans                       | Filme para TV                 |
| 1997      | La parenthèse                             | Philippe                      | Jean-Louis Benoît                      | Filme para TV                 |
| 1997      | Un homme                                  | Marcel                        | Robert Mazoyer                         | Filme para TV                 |
| 1997      | Le garçon d'orage                         | O coxo                        | Jérôme Foulon                          | Filme para TV                 |
| 1997      | Madame le consul                          | Embaixador Delaunay           | Bertrand Van Effenterre & Joyce Buñuel | Séries para TV (2 episódios)  |
| 1998      | The School of Flesh                       | Soukaz                        | Benoît Jacquot                         |                               |
| 1998      | Place Vendôme                             | Eric Malivert                 | Nicole Garcia                          |                               |
| 1998      | La mort du chinois                        | Inspetor Chevalot             | Jean-Louis Benoît                      |                               |
| 1998      | En plein coeur                            | Antoine                       | Pierre Jolivet                         |                               |
| 1998      | Dormez, je le veux !                      | Paul / Raymond                | Irène Jouannet                         |                               |
| 1998      | Un flic presque parfait                   | Génaro                        | Marc Angelo                            | Filme para TV                 |
| 1998      | La grande Béké                            | Raymond                       | Alain Maline                           | Filme para TV                 |
| 1998      | Crimes en série                           | Jean Brunet                   | Patrick Dewolf                         | Séries para TV (1 episódio)   |
| 1998      | Commandant Nerval                         | Gabriel Cheminal              | Arnaud Sélignac                        | Séries para TV (1 episódio)   |
| 1999      | My Little Business                        | Maxime Nassieff               | Pierre Jolivet                         |                               |
| 1999      | Romance                                   | Robert                        | Catherine Breillat                     |                               |
| 1999      | Bad Company                               | René                          | Jean-Pierre Améris                     |                               |
| 1999      | One 4 All                                 | Passageiro desagradável       | Claude Lelouch                         |                               |
| 1999      | Innocent                                  | Jean-René                     | Costa Natsis                           |                               |
| 1999      | Le plus beau pays du monde                | Brafort                       | Marcel Bluwal                          |                               |
| 1999      | La débandade                              | Doctor Nataf                  | Claude Berri                           |                               |
| 1999      | Le sourire du clown                       | Drouot                        | Éric Besnard                           |                               |
| 1999      | L'homme de ma vie                         | Frydman                       | Stéphane Kurc                          |                               |
| 1999      | Fleurs de sel                             | Edouard de Renoncourt         | Arnaud Sélignac                        | Filme para TV                 |
| 1999      | Le boiteux                                | Granier                       | Paule Zajdermann                       | Séries para TV (1 episódio)   |
| 2000      | Actors                                    | François Nègre                | Bertrand Blier                         |                               |
| 2000      | Stardom                                   | Associado de Nigel Pope       | Denys Arcand                           |                               |
| 2000      | Deep in the Woods                         | Axel de Fersen                | Lionel Delplanque                      |                               |
| 2000      | Six-Pack                                  | Thomas                        | Alain Berbérian                        |                               |
| 2000      | Le prince du Pacifique                    | Comandante Lefèvre            | Alain Corneau                          |                               |
| 2000      | Grand oral                                | Presidente do júri            | Yann Moix                              | Curta                         |
| 2000      | Trait d'union                             | Monsieur Théo                 | Bruno Garcia                           | Curta                         |
| 2000      | Liste rouge                               | O motorista de taxi           | Jérôme Bonnell                         | Curta                         |
| 2000      | Un morceau de soleil                      | Louis                         | Dominique Cheminal                     | Filme para TV                 |
| 2000      | Ces forces obscures qui nous gouvernent   | Professor William Guety       | Olivier Doran                          | Filme para TV                 |
| 2000      | Victoire, ou la douleur des femmes        | Dr. Treves                    | Nadine Trintignant                     | Mini-séries para TV           |
| 2000      | Passeur d'enfants                         | Jean                          | Franck Apprederis                      | Séries para TV (1 episódio)   |
| 2001      | How I Killed My Father                    | O paciente                    | Anne Fontaine                          |                               |
| 2001      | HS - hors service                         | Louis                         | Jean-Paul Lilienfeld                   |                               |
| 2001      | La fille de son père                      | Henri                         | Jacques Deschamps                      |                               |
| 2001      | Les âmes câlines                          | Jacques                       | Thomas Bardinet                        |                               |
| 2001      | Cyrano                                    | O pai                         | Vincent Lindon                         | Curta                         |
| 2001      | Requiem(s)                                | O homem com a arma            | Stéphan Guérin-Tillié                  | Curta                         |
| 2001      | Recrutement                               | Corbi                         | Didier Lauret                          | Curta                         |
| 2002      | Whatever You Say                          | Jean-Louis Broustal           | Guillaume Canet                        |                               |
| 2002      | The Adversary                             | Rémi                          | Nicole Garcia                          |                               |
| 2002      | The Transporter                           | Inspetor Tarconi              | Corey Yuen & Louis Leterrier           |                               |
| 2002      | The Code                                  | O homem em contrato com Yanis | Manuel Boursinhac                      |                               |
| 2002      | Le frère du guerrier                      | O padre                       | Pierre Jolivet                         |                               |
| 2002      | Féroce                                    | Policial                      | Gilles de Maistre                      |                               |
| 2002      | Vivante                                   | O pai                         | Sandrine Ray                           |                               |
| 2002      | Une employée modèle                       | François Maurey               | Jacques Otmezguine                     |                               |
| 2002      | Il giovane Casanova                       | Louis XV                      | Giacomo Battiato                       | Filme para TV                 |
| 2002      | L'héritière                               | Bordier                       | Bernard Rapp                           | Filme para TV                 |
| 2003      | Sole Sisters                              | Mermot                        | Pierre Jolivet                         |                               |
| 2003      | Remake                                    | Francois-Charles Leconte      | Dino Mustafić                          |                               |
| 2003      | En territoire indien                      | Jean-Claude Adam              | Lionel Epp                             |                               |
| 2003      | Les amateurs                              | Monsieur Meinau               | Martin Valente                         |                               |
| 2003      | La chaîne du froid                        | O cliente                     | Hervé Lavayssière                      | Curta                         |
| 2003      | Les parents terribles                     | Georges                       | Josée Dayan                            | Filme para TV                 |
| 2004      | The Chorus                                | Rachin                        | Christophe Barratier                   |                               |
| 2004      | Cash Truck                                | Bernard                       | Nicolas Boukhrief                      |                               |
| 2004      | Me and My Sister                          | Pierre Demouthy               | Alexandra Leclère                      |                               |
| 2004      | Narco                                     | Guy Bennet                    | Gilles Lellouche & Tristan Aurouet     |                               |
| 2004      | Le grand rôle                             | Benny Schwarz                 | Steve Suissa                           |                               |
| 2004      | Pour le plaisir                           | François                      | Dominique Deruddere                    |                               |
| 2004      | Eros thérapie                             | Adam Corbeau                  | Danièle Dubroux                        |                               |
| 2004      | Une vie à t'attendre                      | Simon                         | Thierry Klifa                          |                               |
| 2004      | Le plus beau jour de ma vie               | Namorado                      | Julie Lipinski                         |                               |
| 2004      | Toi, vieux                                | O visitante do futuro         | Pierre Coré & Michaël Mitz             | Curta                         |
| 2005      | Transporter 2                             | Inspector Tarconi             | Louis Leterrier                        |                               |
| 2005      | Quartier V.I.P.                           | Bertrand Fussac               | Laurent Firode                         |                               |
| 2005      | Edy                                       | Edy Saïovici                  | Stéphan Guérin-Tillié                  |                               |
| 2006      | Comedy of Power                           | Michel Humeau                 | Claude Chabrol                         |                               |
| 2006      | Tell No One                               | Eric Levkowitch               | Guillaume Canet                        |                               |
| 2006      | Aurore                                    | O rei                         | Nils Tavernier                         |                               |
| 2006      | Le passager de l'été                      | Maurice Lecouvey              | Florence Moncorgé-Gabin                |                               |
| 2006      | Le Bureau                                 | Gilles Triquet                | Nicolas & Bruno                        | Mini-séries para TV           |
| 2007      | Could This Be Love?                       | Roland Christin               | Pierre Jolivet                         |                               |
| 2007      | A Girl Cut in Two                         | Charles Saint-Denis           | Claude Chabrol                         |                               |
| 2007      | Pur week-end                              | Commandant Papan              | Olivier Doran                          |                               |
| 2007      | Fragile(s)                                | Paul                          | Martin Valente                         |                               |
| 2007      | Faisons un rêve                           | O marido                      | Bernard Murat                          | Filme para TV                 |
| 2008      | Transporter 3                             | Inspetor Tarconi              | Olivier Megaton                        |                               |
| 2008      | Ca$h                                      | François                      | Éric Besnard                           |                               |
| 2008      | 15 ans et demi                            | Albert Einstein               | François Desagnat & Thomas Sorriaux    |                               |
| 2008      | Tailleur pour dames                       | Bassinet                      | Bernard Murat                          | Filme para TV                 |
| 2008      | Le gendre idéal                           | Max                           | Arnaud Sélignac                        | Filme para TV                 |
| 2008      | Chez Maupassant                           | Prosper Chicot                | Claude Chabrol                         | Séries para TV (1 episódio)   |
| 2009      | Le Concert                                | Olivier Morne Duplessis       | Radu Mihăileanu                        |                               |
| 2009      | Le siffleur                               | Armand / Maurice Teillard     | Philippe Lefebvre                      |                               |
| 2009      | La différence, c'est que c'est pas pareil | Sylvain                       | Pascal Laëthier                        |                               |
| 2009      | L'évasion                                 | Coronel Von Deck              | Laurence Katrian                       | Filme para TV                 |
| 2009      | Les associés                              | Raymond Rosen                 | Alain Berliner                         | Filme para TV                 |
| 2010      | Vieilles canailles                        | J.P.                          | Arnaud Sélignac                        | Filme para TV                 |
| 2010      | Le pot de colle                           | Richard Maurand               | Julien Seri                            | Filme para TV                 |
| 2010      | Le gendre idéal 2                         | Max                           | Arnaud Sélignac                        | Filme para TV                 |
| 2010      | Le grand restaurant                       | Um cliente                    | Gérard Pullicino                       | Filme para TV                 |
| 2010      | Main basse sur une île                    | O anjo                        | Antoine Santana                        | Filme para TV                 |
| 2011      | Au bistro du coin                         | François                      | Charles Nemes                          |                               |
| 2011      | Escalade                                  | Noé                           | Charlotte Silvera                      |                               |
| 2011      | Une vie de chien                          | Monsieur Schartz              | Cyril Ethan Robert                     | Curta                         |
| 2011      | Insoupçonnable                            | Pierre Jourdan                | Benoît d'Aubert                        | Filme para TV                 |
| 2012      | Happiness Never Comes Alone               | Alain Posche                  | James Huth                             |                               |
| 2012      | Another Woman's Life                      | Advogado Volin                | Sylvie Testud                          |                               |
| 2012      | Dead Man Talking                          | Karl Raven                    | Patrick Ridremont                      |                               |
| 2012      | The Stroller Strategy                     | Jean-Luc Hamory               | Clément Michel                         |                               |
| 2012      | Un jour mon père viendra                  | Bernard Bleu                  | Martin Valente                         |                               |
| 2012      | Max                                       | Policial                      | Stéphanie Murat                        |                               |
| 2012      | La certosa di Parma                       | Príncipe de Parme             | Cinzia Th. Torrini                     | Filme para TV                 |
| 2012–2014 | Transporter: The Series                   | Inspetor Tarconi              | Brad Turner, Andy Mikita, ...          | Séries para TV (14 episódios) |
| 2013      | 12 ans d'âge                              | Charles                       | Frédéric Proust                        |                               |
| 2013      | Blanche nuit                              | La Malice                     | Fabrice Sébille                        |                               |
| 2013      | Crime d'État                              | Robert Boulin                 | Pierre Aknine                          | Filme para TV                 |
| 2013      | Surveillance                              | JC Dedieu                     | Sébastien Grall                        | Filme para TV                 |
| 2014      | Palais de justesse                        | O presidente                  | Stéphane De Groodt                     | Curta                         |
| 2014      | La clef des champs                        | Fred                          | Bertrand Van Effenterre                | Filme para TV                 |
| 2015      | Entre amis                                | Philippe                      | Olivier Baroux                         |                               |
| 2015      | The Art Dealer                            | Simon                         | François Margolin                      |                               |
| 2015      | Vicky                                     | Albert Bonhomme               | Denis Imbert                           |                               |
| 2015      | Call My Agent !                           | Ele mesmo                     | Lola Doillon                           | Séries para TV (1 episódio)   |
| 2015      | Peplum                                    | Senador                       | Philippe Lefebvre                      | Séries para TV (1 episódio)   |
| 2016      | La main du mal                            | Lucien Smadja                 | Pierre Aknine                          | Séries para TV (2 episódios)  |
| 2017      | L'école buissonnière                      | Conde de Fresnaye             | Nicolas Vanier                         |                               |
| 2017      | I Feel Better                             | Audibert                      | Jean-Pierre Améris                     |                               |
| 2017      | C'est tout pour moi                       | Fabrice                       | Ludovic Colbeau-Justin & Nawell Madani |                               |
| 2017–2018 | Les Chamois                               | Étienne Leroy                 | Philippe Lefebvre                      | Séries para TV (12 episódios) |
| 2018      | La Ch'tite famille                        | Alexander                     | Dany Boon                              |                               |
| 2019      | L'esprit de famille                       | Jacques                       | Éric Besnard                           |                               |
| 2019      | La vérité si je mens ! Les débuts         |                               | Gérard Bitton & Michel Munz            |                               |